# Omajjadische dinar

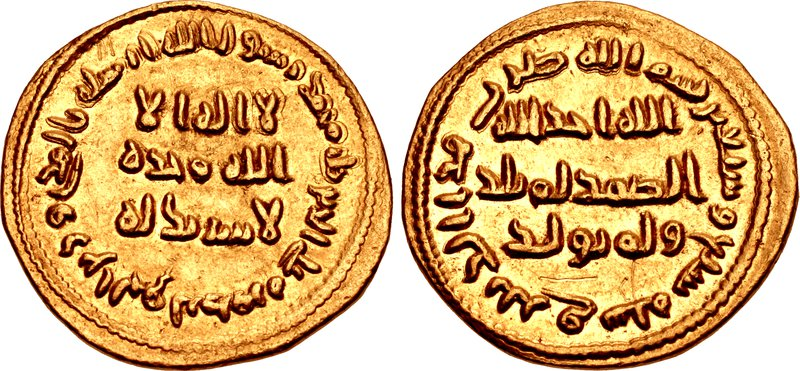
Voor en achterzijde van een Omajjadische dinar.

De Omajjadische dinar was de munteenheid van het Kalifaat van de Omajjaden. Hij werd al geslagen sinds de eerste Omajjadische kalief Moe'awija I (ongeveer 660) maar de arabisering van de munten begon pas in de regeerperiode (685-705) van Abd al-Malik, de vijfde kalief. Er kwamen Arabische scripties op de munten in plaats van het Perzisch en Latijn. Ook werden de munten onder zijn bewind gelijkgesteld qua gewicht wat voorheen niet het geval was. Binnen een korte periode werden alle Byzantijnse en Sassanidische munten in de islamitische wereld vervangen door de Omajjadische dinar wat de Byzantijnse keizer niet in dank werd afgenomen. Onder Abd al-Malik moesten alle overgebleven Byzantijnse en Sassanidische munten aan de schatkist overhandigd worden om omgesmolten te worden tot islamitische munten zonder kruis of afbeeldingen.